# Alberto Simonetta
Alberto Mario Simonetta (Pisa, 26 marzo 1930 – Firenze, 18 gennaio 2021) è stato un medico, zoologo, paleontologo, numismatico e giallista italiano.

## Biografia
Nipote di Ada Sacchi Simonetta, si iscrisse all'università a soli 16 anni, conseguendo la laurea in medicina e successivamente in scienze naturali. Sviluppò la sua carriera accademica da zoologo, insegnando alle università di Firenze e di Camerino. Tra le altre cose, è stato anche membro della Commissione di Studio per la Conservazione della Natura del CNR e membro dei consigli d'amministrazione dei parchi nazionali d'Abruzzo, della Calabria e dello Stelvio.

## Attività scientifica
Dopo alcune pubblicazioni inerenti argomenti di patologia umana, passò ben presto a condurre ricerche di anatomia comparata, volgendo così il suo campo di studio scientifico alla zoologia, disciplina nell'ambito della quale spaziò nel tempo attraverso molti ambiti diversi, sia a livello di vertebrati che di invertebrati, dedicando una parte importante dei suoi studi anche ad animali estinti. Proprio nella paleontologia condusse ricerche particolarmente significative che negli anni sessanta riportarono all'attenzione della comunità scientifica i fossili quasi dimenticati che erano stati scoperti qualche decennio prima da Charles Doolittle Walcott nell'argillite di Burgess. Sebbene varie ipotesi di ricostruzione dell'aspetto degli animali in questione da lui effettuate siano state in seguito corrette, i suoi studi pionieristici di revisione di questa fauna aprirono la strada a quelli successivi di Harry Blackmore Whittington, Derek Briggs e Simon Conway Morris, resi celebri dal libro La vita meravigliosa di Stephen Jay Gould e che hanno reso la fauna di Burgess tra i fossili più noti di tutta la Paleontologia. Successivamente Simonetta portò altri contributi alla conoscenza della fauna di Burgess, compresa la descrizione di nuove specie.
Pubblicò vari contributi nel campo dell'anatomia comparata, in particolare volti allo studio del cranio e dell'orecchio medio, spesso analizzandone le implicazioni sistematiche, soprattutto per quanto riguarda i rapporti filogenetici in seno agli uccelli e ai mammiferi Ochotonidae, Talpidae, Soricidae e Chrysochloridae. Nell'ambito di quest'ultima famiglia ha anche descritto la nuova specie Amblysomus tytonis (= Huetia tytonis), attraverso resti cranici trovati in una borra di barbagianni in Somalia.
Proprio allo studio della fauna somala Simonetta dedicò molte ricerche, grazie anche alle numerose spedizioni sul campo cui prese parte. Tra i suoi contributi si annoverano vari lavori dedicati alla faunistica dei mammiferi di questi paese, ma anche alcuni riguardanti gli aracnidi del Corno d'Africa, in particolare i solifugi, di cui ha descritto anche alcune specie e sottospecie.
Tra i contributi in campi di cui si occupò sporadicamente, è meritevole di menzione un importante lavoro di sintesi sulle conoscenze dell'epoca (era il 1958) relative alla classificazione dei primati ominoidi.

## Attività divulgativa
A fianco di una importante e prolifica attività di ricerca, Simonetta si dedicò molto anche alla divulgazione, dimostrandosi anche in questo campo estremamente polivalente. Ha scritto capitoli di un importante trattato di anatomia comparata e libri sulla storia della scienza, l'ecologia, la zoologia e la conservazione e la gestione della fauna. In quest'ambito ha anche pubblicato numerosi interventi nella rivista venatoria Diana.

## Altre attività
Come il padre Bono, è stato un specialista di monetazione dell'Impero partico e del regno di Cappadocia, pubblicando i suoi primi lavori, all'età di 19 anni.. Nel settore ha pubblicato oltre venti lavori e tre voci per l'Enciclopedia Treccani.
Negli ultimi anni della sua vita, Simonetta si dedicò anche alla scrittura di romanzi, pubblicando alcuni gialli ambientati in contesti storici assai eterogenei (come la Mantova degli inizi del Settecento, l'Africa orientale della prima metà del Novecento, la Toscana granducale, l'Italia della seconda guerra mondiale).

## Eponimi
A Simonetta sono stati dedicati i seguenti taxa:
- Simonettania Berio, 1985[8] (Insecta: Lepidoptera: Erebidae)
- Amefrontia simonettai Berio, 1985[8] (Insecta: Lepidoptera: Erebidae)
- Bolboceratops simonettai Carpaneto, Mignani & Piattella, 1993[9] (Insecta: Coleoptera: Geotrupidae)
- Copris simonettai Cambefort, 1992[10]  (Insecta: Coleoptera. Scarabaeidae)
- Heteroclitopus simonettai Branco, 1992[11] (Insecta: Coleoptera. Scarabaeidae)
- Iranella simonettai La Greca, 2004[12] (Insecta: Orthoptera: Dericorythidae)
- Lygosoma simonettai Lanza, 1979[13] (= Mochlus simonettai (Lanza, 1979)) (Vertebrata: Reptilia: Squamata: Scincidae)
- Neodanuria simonettai La Greca & Lombardo, 1986[14] (Insecta: Mantodea: Mantidae)
- Geisopristurus simonettai Lanza & Romoli Sassi, 1968[15] (= Pristurus simonettai (Lanza & Romoli Sassi, 1968)) (Vertebrata: Reptilia: Squamata: Sphaerodactylidae)
- Sauracris simonettae Ritchie, 1988[16] (Insecta: Orthoptera: Acridiidae)